# Barbara Deleu
Barbara Deleu (Gent, 1975) is een Belgisch fluitiste, werkzaam in Nederland.

## Opleiding
Deleu studeerde vanaf 1993 een het Koninklijk Conservatorium in Brussel bij Frank Hendrickx en Carlos Bruneel. Ze studeerde af in 1998 (meesterdiploma) met de grootste onderscheiding. Zij volgde masterclasses bij onder anderen William Bennett en Emmanuel Pahud.

## Prijzen en onderscheidingen
Deleu won prijzen in nationale en internationale wedstrijden, onder meer in 1997, 'Tenuto' in Brussel, ook in 1997 de tweede prijs op het internationale fluitconcours 'Syrinx' in Rome en de derde prijs op het internationale concours voor houtblazers 'Pacem in terris' 
in Bayreuth.

## Activiteiten
Deleu speelde als orkestfluitiste onder andere in het Nationaal Orkest van België, het Orkest van de Muntschouwburg in Brussel, en de Académie européenne de musique in Aix-en-Provence. Sinds 1998 is Deleu solofluitiste van het Radio Filharmonisch Orkest. Verder is ze lid van het Nederlands Blazers Ensemble en het Blazers Kamer Collectief.
Solistisch speelde ze onder meer met de Beethoven Academie, het Vlaams Radio Orkest en het Radio Filharmonisch Orkest. Van 1998 tot 2003 was ze hoofdvakdocente fluit aan het Koninklijk Conservatorium in Brussel.